# Distrito de San Jacinto
El distrito de San Jacinto es uno de los seis que conforman la provincia de Tumbes ubicada en el departamento de Tumbes en el norte del Perú. Limita por el norte con el distrito de Corrales y con el distrito de La Cruz; por el este con el distrito de Pampas de Hospital; por el sur con el Ecuador; y, por el oeste con la provincia de Contralmirante Villar.

## Historia
El distrito fue creado el 24 de noviembre de 1955 mediante Ley N.º 12446, en el gobierno del presidente Manuel A. Odría.

## Geografía
Tiene una extensión de 598,72 km².

## Demografía

### Población
Según el Censo 2007 el distrito tiene una población de 7 979 hab. 

### Religión
Según datos del censo de 2007, el 88 % de la población del distrito es católica, el 9 % es miembro de alguna iglesia evangélica, el 2 % manifiesta no profesar ninguna religión, mientras que el 1 % dice profesar alguna otra creencia. En el caso de los católicos, desde el punto de vista jerárquico de la Iglesia católica, forman parte de la Vicaría foránea de Tumbes de la arquidiócesis de Piura.

## Localidades
Además de su capital, San Jacinto, el distrito está conformado por los siguientes 14 caseríos :